# Canton de Beaujeu
Le canton de Beaujeu est une ancienne division administrative française, située dans le département du Rhône en région Rhône-Alpes.

## Composition
- Avenas
- Beaujeu
- Chénas
- Chiroubles
- Émeringes
- Fleurie
- Juliénas
- Jullié
- Lantignié
- Les Ardillats
- Marchampt
- Quincié-en-Beaujolais
- Régnié-Durette
- Saint-Didier-sur-Beaujeu
- Vauxrenard
- Vernay
- Villié-Morgon

## Histoire
Le canton disparaît à l'issue des élections départementales de mars 2015, qui voient le redécoupage cantonal du département. Il est englobé dans le canton de Belleville.

## Représentation

### Conseillers généraux de 1833 à 2015
| Période | Période          | Identité                                        | Étiquette           | Qualité                                                                                         |
| ------- | ---------------- | ----------------------------------------------- | ------------------- | ----------------------------------------------------------------------------------------------- |
| 1833    | 1835 (démission) | Jean-Baptiste Philibert Malachard-Gaudet        |                     | Négociant, maire de Villié (1832-?)                                                             |
| 1835    | 1858 (décès)     | Antoine Sanlaville-Janson                       |                     | Propriétaire-rentier, maire de Beaujeu, conseiller d'arrondissement                             |
| 1858    | 1871             | Louis-François-Gabriel-Ange Chabanacy de Marnas | Majorité dynastique | Procureur général à la Cour de Lyon Membre du Conseil d'État Sénateur (1867-1870)               |
| 1871    | 1874 (démission) | François Grosbon                                | Républicain         | Propriétaire à Villié-Morgon                                                                    |
| 1874    | 1886             | Louis Million                                   | Républicain         | Avocat au barreau de Lyon Maire de Quincié Député (1882-1900) Sénateur (1899-1900)              |
| 1886    | 1916 (décès)     | Jean-Baptiste Sornay                            | Rad.                | Maire de Villié-Morgon (1881-1916) Président du Conseil Général                                 |
| 1916    | 1919             | siège vacant                                    |                     |                                                                                                 |
| 1919    | 1928             | Alphonse Burdeau                                |                     | Propriétaire à Juliénas                                                                         |
| 1928    | 1930 (décès)     | Alphonse Joubert                                | SFIO                | Agriculteur Maire de Villié-Morgon                                                              |
| 1930    | 1940             | Jean-Marie Méziat                               | Rad.                | Viticulteur, Président de la Fédération régionale des grands crus de Bourgogne Maire de Chénas  |
|         |                  |                                                 |                     |                                                                                                 |
| 1942    | 1945             | Jean Gauthier                                   |                     | Maire de Villié-Morgon Nommé conseiller départemental en 1942                                   |
|         |                  |                                                 |                     |                                                                                                 |
| 1945    | 1949             | Henri Longepierre                               | PCF                 | Viticulteur Maire de Villié-Morgon                                                              |
| 1949    | 1953 (décès)     | Jean Paiziat                                    | Rad.                |                                                                                                 |
| 1953    | 1972 (décès)     | Claude Henri Laneyrie                           | Rad.                | Gardien de la paix, ancien chef du personnel du service automobile à Lyon Propriétaire à Chénas |
| 1972    | 1998             | Marc Bonin                                      | CNIP puis app. UDF  | Vétérinaire Maire de Fleurie (1965-1989)                                                        |
| 1998    | 2004             | Bernard Méra                                    | UDF-FD              | Agriculteur Maire de Marchampt (2001-2008)                                                      |
| 2004    | 2015             | Frédéric Miguet                                 | Centriste           | Docteur-vétérinaire Maire de Fleurie depuis 2001                                                |

### Conseillers d'arrondissement (de 1833 à 1940)
| Période                                  | Période      | Identité                        | Étiquette   | Qualité |
| ---------------------------------------- | ------------ | ------------------------------- | ----------- | --- |
| 1833                                     | 1835         | Antoine Sanlaville-Janson       |             | Négociant, ancien maire des Étoux                                                                           |
| 1835                                     | 1848         | Nicolas Sanlaville              |             | |
|                                          |              |                                 |             | |
|                                          | 1891 (décès) | Charles Héron (1823-1891)       |             | Pharmacien à Beaujeu                                                                                        |
| 1891                                     | 1901         | Pierre Jomard                   | Républicain | Médecin à Beaujeu                                                                                           |
| 1901                                     | 1910 (décès) | Philippe Devillaine (1846-1910) | Radical     | Propriétaire, maire de Lantignié                                                                            |
| 1910                                     | 1919         | Claude Blain                    | Radical     | Propriétaire négociant, adjoint au maire de Beaujeu                                                         |
| 1919                                     | 1930 (décès) | Charles Longeron (1870-1930)    | Radical     | Distillateur liquoriste à Beaujeu                                                                           |
| 1930                                     | 1940         | Antoine Chervet                 | Rad.ind     | Viticulteur, maire de Quincié-en-Beaujolais (1919-1935)                                                     |
| 1940                                     |              |                                 |             | Les conseils d'arrondissement ont été suspendus par la loi du 12 octobre 1940 et n'ont jamais été réactivés |
| Les données manquantes sont à compléter. |              |                                 |             | |

## Évolution démographique
| 1962   | 1968   | 1975   | 1982   | 1990   | 1999   | 2006   | 2011   | 2012   |
| ------ | ------ | ------ | ------ | ------ | ------ | ------ | ------ | ------ |
| 11 659 | 11 387 | 10 871 | 10 271 | 10 551 | 11 299 | 12 037 | 13 076 | 13 199 |